# 名倉編
名倉 編（なぐら あむ）は、日本の小説家。京都府生まれ。2018年、『異セカイ系』で第58回メフィスト賞を受賞しデビュー。〈ゲンロン 大森望SF創作講座〉第一期受講生。
日本SF作家クラブ会員。

## 作品リスト

### 単行本
- 異セカイ系（2018年8月 講談社タイガ）

### アンソロジー収録作品
- Touch law if you can（2025年5月 『新しい法律ができた』講談社）

### 雑誌等掲載作品
- オルタ（『小説すばる』2021年9月号）
- Touch law if you can（『Mephisto Readers Club』2024年10月21日）

### 同人誌収録作品
- AIことばは消え去って（『Sci-Fire 2017』）
- ノーライフハック（『Sci-Fire 2018』）
- 山田シンギュラリティ（『Sci-Fire 2019』）
- コロナ○す（『Sci-Fire 2020』）
- 酒売りの少女（『Sci-Fire 2021』）
- ひものがたり（『Sci-Fire 2022』）
- 小説について（風船男の場合）（『Sci-Fire 2023』）